# فريدريك الكسندر جيمس
فريدريك الكسندر جيمس (بالإنجليزية: Frederick Alexander James)‏ هو شخصية أعمال أسترالي، ولد في 17 ديسمبر 1884، وتوفي في 19 مارس 1957.